# Sam Spiegel
Sam Spiegel (11 de noviembre de 1901 - 31 de diciembre de 1985) fue un productor de cine estadounidense de origen polaco.

## Biografía
Spiegel nació en Jarosław (Imperio austrohúngaro), siendo el hijo de un padre judío-alemán y una madre polaca. Estudió en la Universidad de Viena. Su hermano, Shalom Spiegel, fue un profesor de poesía medieval hebrea. Spiegel trabajó brevemente en Hollywood en 1927 y posteriormente colaboró con el grupo Hashomer Hatzair en Palestina. Después de esto, Spiegel se mudó a Berlín en donde se dedicó a producir adaptaciones alemanas y francesas de las películas de Universal Studios hasta que tuvo que abandonar el país en 1933. Como productor independiente, Spiegel realizó numerosas películas en Europa. En 1938, emigró a México y poco después se mudó a los Estados Unidos.
Spiegel ganó el Óscar a la mejor película por la película On the Waterfront, dirigida por Elia Kazan. Posteriormente ganaría ese premio en dos ocasiones más por El puente sobre el río Kwai (1957) y Lawrence de Arabia (1962), ambas dirigidas por David Lean. En 1963 recibió el Premio en memoria de Irving Thalberg por sus contribuciones a la industria cinematográfica.
Spiegel murió el 31 de diciembre de 1985 a los 84 años en Saint Martin (Reino Unido). Durante su vida siempre mantuvo una estrecha relación con la causa sionista, siendo amigo de personalidades como Golda Meir, Ariel Sharon y Teddy Kollek.

## Filmografía
- Betrayal (1983)
- El último magnate (1976)
- Nicolás y Alejandra (1971)
- The Happening (1967)
- La noche de los generales (1967)
- La jauría humana (1966)
- Lawrence de Arabia (1962)
- Suddenly, Last Summer (1959)
- El puente sobre el río Kwai (1957)
- The Strange One (1957)
- On the Waterfront (1954)
- Melba (1953)
- The African Queen (1951)
- The Prowler (1951)
- When I Grow Up (1951)
- Éramos desconocidos (1949)
- The Stranger (1946)
- Tales of Manhattan (1942)
- The Invader (1935)
- Mariage à responsabilité limitée (1933)
- Les Requins du pétrole (1933)
- Unsichtbare Gegner (1933)

## Premios y reconocimientos
Premios Óscar
| Año  | Categoría      | Trabajo nominado            | Resultado |
| ---- | -------------- | --------------------------- | --------- |
| 1955 | Mejor película | La ley del silencio         | Ganador   |
| 1958 | Mejor película | El puente sobre el río Kwai | Ganador   |
| 1963 | Mejor película | Lawrence de Arabia          | Ganador   |
| 1972 | Mejor Película | Nicolás y Alejandra         | Nominado  |